# Misticismo nazi

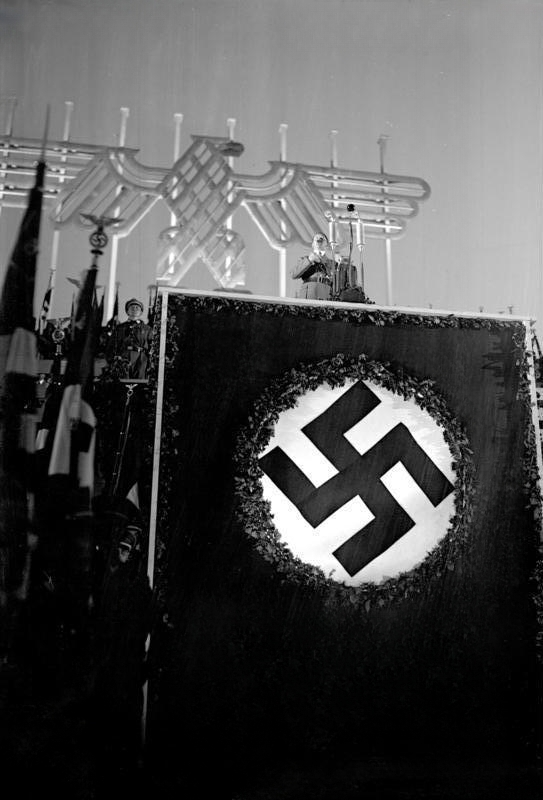
Congresso do Partido do NSDAP em Nuremberg em 1934

Misticismo nazi é um termo usado para descrever uma subcorrente do Nazismo quase religiosa, caracterizando-se pela combinação do nazismo com o ocultismo, o esoterismo, a cripto-história e o paranormal. Alguns casos atribuem uma importância religiosa ao romantismo alemão, a Adolf Hitler e à sua doutrina.

## Influência do paganismo no período de Hitler
Alguns autores, escreveram sobre as fortes influências por crenças de cunho pagão sobre o nazismo. Dentre essas crenças pagãs, a fé nazista pregava que seriam eles a raça ariana descendente do povo de Atlântida, mencionada pelo filósofo grego Platão, e, no entendimento nazista, o povo judeu seria a causa de sua destruição. Também houve uma mistura de elementos do panteão da mitologia germânica, pregado por líderes e propagandistas nazistas, por intermédio dos órgãos de informação oficial, e num último momento, para se opor definitivamente a católicos e protestantes, há substituição do Deus monoteísta por deuses viquingues.
Em 1934, no livro "Nazismo: um assalto à civilização" é apresentado que no dia 30 de Julho de 1933 mais de cem mil nazistas tinham-se reunido em Eisenach para declarar querer tornar "a origem germânica a realidade divina", restaurando Odin, Baldur, Freia, e os outros deuses teutônicos nos altares da Alemanha - Wotan deveria estar no lugar de Deus, Siegfried no lugar de Cristo. Nesses rituais, o Deus Pai e o seu Cristo eram substituídos por esse panteão pagão.
Durante o ano de 1936, Joseph Goebbels, ministro da propaganda nazista, apresenta o Nazismo como se fosse uma religião a ser respeitada, defendendo uma nova fé alemã. Joseph Goebbels havia sido editor do Der Angriff (o Ataque), um jornal propagandista nazista. Antes de suicidar-se, na sua “carta”, Hitler o nomeia Chanceler da Alemanha, o que mostra o grau de confiança que depositava nesse Ministro, responsável pela propaganda oficial, e o primeiro que teria utilizado a expressão Heil Hitler.
Movimento da Fé Germânica (Deutsche Glaubensbewegung, DGB) tinha como profeta Jakob Wilhelm Hauer (1881-1962), professor de Teologia em Tübingen, que pregava uma fé ariana para os alemães. No livro Deutsche Gottschau, Hauer defendia que a história da Alemanha era mais do que mera sequência de factos, havendo na sua base uma Divindade que encarnava o espírito da raça ariana.
A Páscoa de 1936, foi preparada na Alemanha como se um grande festival pagão se tratasse. As livrarias encheram-se de literatura pagã, e a bandeira azul com o disco solar dourado do “Movimento da Fé Germânica” (DGB) chegou às mais recônditas zonas rurais. Uma grande manifestação foi organizada em Burg Hunxe, na Renânia.
Em 1937, o Papa Pio XI publica uma encíclica de condenação ao Nazismo, onde diz:
Damos graças, veneráveis irmãos, a vós, aos vossos sacerdotes e a todos os fieis que, defendendo os direitos da Divina Majestade contra um provocador neopaganismo, apoiado, desgraçadamente com frequência, por personalidades influentes, haveis cumprido e cumpris o vosso dever de cristãos.
No Congresso de Nuremberg, em 1937, revivia entre os nazistas o paganismo ancestral do povo ariano, surgindo um místico laicismo como um dos tópicos centrais em discussão: para que a Alemanha voltasse à sua antiga fé, não bastava a separação da Igreja e do Estado; as Igrejas cristãs teriam que ser destruídas, e o Estado transformado numa nova Igreja; impunha-se uma nova religião Nacional
Micklem, ao escrever “O Nacional Socialismo e a Cristandade”, apresenta rituais da mitologia nórdica, uma crença tipicamente pagã, onde, durante esse ritual, em 1938, o proeminente oficial nazista Julius Streicher, no festival nórdico do Solstício de Verão, perante uma enorme multidão de alemães reunidos em Hesselberg - montanha que o Führer declarou sagrada -, ao lado de uma grande fogueira simbólica, disse:
"Se olharmos para as chamas deste fogo sagrado e nelas lançarmos os nossos pecados, poderemos baixar desta montanha com as nossas almas limpas. Não precisamos nem de padres nem de pastores".
Julius Streicher, autor dessa declaração, era amigo pessoal de Hitler responsável pelo marketing nazista, por intermédio do jornal Der Stürmer, o qual fora diretor, era um dos que faziam a apresentação para o público do que de representava o nazismo. Era um dos porta vozes da imagem nazista, foi um dos principais responsáveis pelo ambiente racista, xenófobo e antissemita na Alemanha, que acabaria por culminar no Holocausto, em 1938. Suas declarações nesse ritual rompiam com as igrejas cristãs, protestantes e católica.
É nesse ano de 1938, depois das perseguições aos judeus que vinham desde a subida ao poder de Hitler, em 1933, que a perseguição aos cristãos também passava a ser sistemática. Gerado pela ação dos responsáveis por órgãos nazistas, como destaque para, além de Goebbels, Heinrich Himmler e Reinhard Heydrich, o nazismo entrava em clara rutura com as igrejas cristãs, protestantes e católica.
Mais tarde, ao estudar o fenômeno totalitário, o filósofo Herbert Marcuse identifica na ideologia do nazismo várias camadas sobrepostas, considerando precisamente o paganismo, a par do misticismo, racismo e biologismo, uma das componentes essenciais da sua "camada mitológica". A perspetiva de Marcuse foi partilhada pela "Escola de Frankfurt", especialmente por Max Horkheimer e Erich Fromm.
Segundo o teólogo protestante Paul Tillich, no paganismo do nazismo estava o elemento essencial que explicava o seu antissemitismo, no enfoque colocado nos "laços de sangue arianos". Essa visão de Tillich pode ser explicada pela propaganda nazista distorcida que adicionava, à crença grega em Atlântida, que o povo judeu seria a causa da destruição dessa cidade mítica.
Para Emmanuel Levinas, o Nazismo apresentava uma forma de religiosidade pagã que se opunha a toda uma civilização monoteísta